# Tour der französischen Rugby-Union-Nationalmannschaft nach Australien 1972
| Tour der Franzosen nach Australien 1972 | Tour der Franzosen nach Australien 1972 | Tour der Franzosen nach Australien 1972 | Tour der Franzosen nach Australien 1972 | Tour der Franzosen nach Australien 1972 |
| Übersicht                               | S                                       | G                                       | U                                       | N                                       |
| --------------------------------------- | --------------------------------------- | --------------------------------------- | --------------------------------------- | --------------------------------------- |
| Test Matches                            | 2                                       | 1                                       | 1                                       | 0                                       |
| Sonstige Spiele                         | 7                                       | 7                                       | 0                                       | 0                                       |
| Gesamt                                  | 9                                       | 8                                       | 1                                       | 0                                       |
|                                         |                                         |                                         |                                         |                                         |
| Australien                              | 2                                       | 1                                       | 1                                       | 0                                       |

Die Tour der französischen Rugby-Union-Nationalmannschaft nach Australien 1972 umfasste eine Reihe von Freundschaftsspielen der französischen Rugby-Union-Nationalmannschaft. Sie reiste von Ende Mai bis Ende Juni 1972 durch Australien und bestritt während dieser Zeit neun Spiele. Darunter waren zwei Test Matches gegen die australische Nationalmannschaft, die mit einem Sieg und einem Unentschieden endeten. Auf dem Programm standen außerdem sieben Spiele gegen regionale Auswahlmannschaften, die alle von den Franzosen gewonnen wurden.

## Spielplan
- Hintergrundfarbe grün = Sieg
- Hintergrundfarbe gelb = Unentschieden

(Test Matches sind grau unterlegt; Ergebnisse aus der Sicht Frankreichs)
| # | Datum         | Gegner                   | Ort      | Stadion               | Ergebnis |
| - | ------------- | ------------------------ | -------- | --------------------- | -------- |
| 1 | 28. Mai 1972  | Western Australia        | Perth    |                       | 29:12    |
| 2 | 31. Mai 1972  | South Australia          | Adelaide |                       | 44:19    |
| 3 | 03. Juni 1972 | Tasmanien                | Hobart   |                       | 45:12    |
| 4 | 06. Juni 1972 | Sydney Rugby Union       | Sydney   | Sydney Sports Ground  | 15:9     |
| 5 | 10. Juni 1972 | New South Wales Waratahs | Sydney   | Sydney Sports Ground  | 29:23    |
| 6 | 12. Juni 1972 | New South Wales Country  | Armidale |                       | 25:15    |
| 7 | 17. Juni 1972 | Australien               | Sydney   | Sydney Cricket Ground | 14:14    |
| 8 | 21. Juni 1972 | Queensland Reds          | Brisbane | Ballymore Stadium     | 37:3     |
| 9 | 25. Juni 1972 | Australien               | Brisbane | Ballymore Stadium     | 16:15    |

## Test Matches
| 17. Juni 1972 | Australien                                      | 14 : 14        | Frankreich                                       | Sydney Cricket Ground, Sydney Zuschauer: 31.694 Schiedsrichter: Warwick Cooney (Australien) |
| 17. Juni 1972 | Versuche: Taafe Taylor Straftritte: Fairfax (2) | (7:10) Bericht | Versuche: Lux (2) Saisset Erhöhungen: Villepreux | Sydney Cricket Ground, Sydney Zuschauer: 31.694 Schiedsrichter: Warwick Cooney (Australien) |

Aufstellungen:
- Australien: Dave Burnet, Dick Cocks, Greg Davis , David Dunworth, Russell Fairfax, Stuart Gregory, John Hipwell, Arthur McGill, Jeff McLean, Roy Prosser, David Rathie, Reginald Smith, Peter Sullivan, Bruce Taafe, John Taylor 
 Auswechselspieler: Jake Howard
- Frankreich: Jean-Louis Azarete, Max Barrau, Jean-Pierre Bastiat, René Bénésis, Jean-Louis Bérot, Claude Dourthe, Bernard Duprat, Jean-Pierre Lux, Olivier Saisset, Jean-Claude Skrela, Claude Spanghero, Walter Spanghero , Jean Trillo, Armand Vaquerin, Pierre Villepreux 
 Auswechselspieler: Henri Cabrol

| 25. Juni 1972 | Australien               | 15 : 16       | Frankreich                                                    | Ballmore Stadium, Brisbane Zuschauer: 14.500 Schiedsrichter: James Reilly (Australien) |
| 25. Juni 1972 | Straftritte: Fairfax (5) | (6:6) Bericht | Versuche: Maso (2) W. Spanghero Erhöhungen: Cabrol Villepreux | Ballmore Stadium, Brisbane Zuschauer: 14.500 Schiedsrichter: James Reilly (Australien) |

Aufstellungen:
- Australien: Dave Burnet, Dick Cocks, Greg Davis , David Dunworth, Russell Fairfax, Stuart Gregory, John Hipwell, Arthur McGill, Jeff McLean, Roy Prosser, David Rathie, Reginald Smith, Peter Sullivan, Bruce Taafe, John Taylor 
 Auswechselspieler: Gary Grey
- Frankreich: Max Barrau, Pierre Biémouret, Henri Cabrol, Claude Dourthe, Alain Estève, Jean Iraçabal, André Lubrano, Jean-Pierre Lux, Jo Maso, Jean-Claude Rossignol, Olivier Saisset, Claude Spanghero, Walter Spanghero , Jean Trillo, Pierre Villepreux